# Fredrik Gulbrandsen
Fredrik Gulbrandsen (* 10. September 1992 in Lillestrøm) ist ein norwegischer Fußballspieler, der aktuell bei Molde FK unter Vertrag steht.

## Karriere

### Verein
Gulbrandsen begann seine Karriere in seiner Heimatstadt beim Lillestrøm SK. Bereits im Alter von 16 Jahren gab er im Mai 2009 sein Profidebüt, als er im Spiel gegen Start Kristiansand in der 67. Minute eingewechselt wurde. Somit wurde er der bis dato jüngste Spieler Lillestrøms, der ein Pflichtspiel absolviert hat. Nach Saisonende wurde er im Januar 2010 an den Zweitligisten Lyn Oslo verliehen. Nachdem er nach seiner Rückkehr im Sommer desselben Jahres nur auf fünf Ligaeinsätze gekommen war, konnte er sich in der folgenden Saison im Team etablieren, so schoss Gulbrandsen am 15. Spieltag der Saison 2011 im Spiel gegen Viking Stavanger sein erstes Tor in der Tippeligaen.
Während der Saison 2013 wechselte er zum Ligakonkurrenten Molde FK. Nachdem er in seiner Debütsaison nur den sechsten Platz erreichen konnte, wurde er 2014 mit Molde norwegischer Meister. In der Meistersaison kam Gulbrandsen auf zehn Ligatreffer. Die gesamte Saison 2015 musste Gulbrandsen verletzt aussetzen. Im November 2015 gab er im vorletzten Gruppenspiel der Europa League sein Comeback, als er gegen Fenerbahçe Istanbul in der ersten Halbzeit eingesetzt wurde, jedoch zur Pause aus dem Spiel genommen wurde.
Im Sommer 2016 verließ er Molde und schloss sich dem österreichischen Meister FC Red Bull Salzburg an, bei dem er einen bis Juni 2019 gültigen Vertrag erhielt.
Im März 2017 wurde er in die USA an die New York Red Bulls verliehen. Im Juni 2017 kehrte er vorzeitig zu Red Bull Salzburg zurück.
Nach der Saison 2018/19 verließ er Salzburg und wechselte in die Türkei zum Istanbul Başakşehir FK, bei dem er einen bis Juni 2022 laufenden Vertrag erhielt. Gleich in seiner ersten Spielzeit wurde er mit der Mannschaft türkischer Meister.
Im September 2022 wechselte er innerhalb der Süper Lig zu Adana Demirspor.
Nach einer Saison bei Adana Demirspor kehrt er im August 2023 zurück nach Norwegen und schloss sich erneut Molde FK an.

### Nationalmannschaft
Gulbrandsen kam im Oktober 2007 erstmals für eine norwegische Auswahl zum Einsatz, als er an einem Spiel der U-15-Mannschaft gegen die Türkei teilnahm. Danach durchlief er alle norwegischen Jugendauswahlen. Im Juni 2013 spielte er erstmals für die U-21-Auswahl. Nach sieben Einsätzen für die U-21-Mannschaft wurde er 2014 erstmals in den Kader des A-Nationalteams berufen und gab im August desselben Jahres in einem Testspiel gegen die Vereinigten Arabischen Emirate sein Länderspieldebüt.

## Persönliches
Gulbrandsens Vater Tom war ebenfalls norwegischer Nationalspieler.

## Erfolge
- Österreichischer Meister: 2017, 2018, 2019
- Österreichischer Cupsieger: 2017, 2019
- Türkischer Meister: 2020